# James Weekes (Segler)
James Higginson „Jim“ Weekes (* 11. September 1911 in New York City; † 13. Juni 1977 in Dublin, Irland) war ein US-amerikanischer Segler.

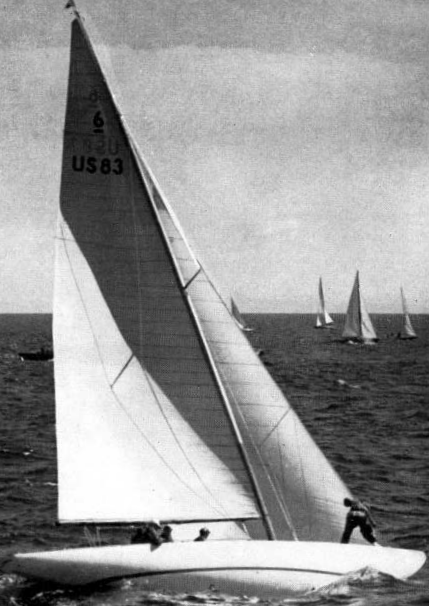
6mR Yacht Llanoria, US 83, Goldmedaille 1948

## Erfolge
James Weekes nahm in der 6-Meter-Klasse an den Olympischen Spielen 1948 in London teil, bei denen er Olympiasieger wurde. Mit der Llanoria gewann er unter Skipper Herman Whiton unter anderem drei der sieben Wettfahrten, sodass er mit 5472 Gesamtpunkten vor dem argentinischen Boot Djinn von Enrique Sieburger senior und dem schwedischen Boot Ali Baba II von Tore Holm Erster wurde. Zur Crew gehörten dabei außerdem Alfred Loomis, Michael Mooney und James Smith.
Während des Zweiten Weltkriegs diente Weekes in der US Navy und war Executive Officer auf einem Schlachtkreuzer im Pazifik.